# Новопетрівська сільська рада (Снігурівський район)
Новопетрі́вська сільська́ ра́да — орган місцевого самоврядування у Снігурівському районі Миколаївської області. Адміністративний центр — село Новопетрівка.

## Загальні відомості
- Населення ради: 1 843 особи (станом на 2001 рік)

## Населені пункти
Сільській раді підпорядковані населені пункти:
- с. Новопетрівка
- с. Любине

## Склад ради
Рада складається з 16 депутатів та голови.
- Голова ради: Бірюк Віктор Семенович
- Секретар ради: Котик Ірина Степанівна

### Керівний склад попередніх скликань
| Прізвище, ім'я, по батькові     | Основні відомості                                                         | Дата обрання | Дата звільнення |
| ------------------------------- | ------------------------------------------------------------------------- | ------------ | --------------- |
| Бриченко Світлана Станіславівна | Сільський голова, 1969 року народження                                    | 26.03.2006   | 01.11.2007      |
| Бірюк Віктор Семенович          | Сільський голова, 1957 року народження, освіта вища, безпартійний         | 16.03.2008   | 31.10.2010      |
| Бірюк Віктор Семенович          | Сільський голова, 1957 року народження, освіта вища, член Партії регіонів | 31.10.2010   |                 |

Примітка: таблиця складена за даними сайту Верховної Ради України

### Депутати
За результатами місцевих виборів 2010 року депутатами ради стали:

#### За суб'єктами висування
| Суб'єкт висування           | Кількість обраних депутатів | %    |
| --------------------------- | --------------------------- | ---- |
| Партія регіонів             | 9                           | 56,3 |
| Самовисування               | 6                           | 37,5 |
| Комуністична партія України | 1                           | 6,3  |

#### За округами
| № округу                    | Прізвище, ім'я, по батькові        | Дата визнання обраним | Освіта             | Партійна приналежність            | Відомості про обраного депутата                            |
| --------------------------- | ---------------------------------- | --------------------- | ------------------ | --------------------------------- | ---------------------------------------------------------- |
| Комуністична партія України |                                    |                       |                    |                                   |                                                            |
| 8                           | Касапа Валентина Василівна         | 03.11.2010            | середня спеціальна | член Комуністичної партії України | «Ощадбанк», касир                                          |
| Партія регіонів             |                                    |                       |                    |                                   |                                                            |
| 1                           | Кухоцька Людмила Іванівна          | 03.11.2010            | середня спеціальна | член Партії регіонів              | Сільська рада, соціальний працівник територіального центру |
| 4                           | Рощенко Тетяна Вікторівна          | 03.11.2010            | вища               | член Партії регіонів              | Новопетрівська загальноосвітня школа, вихователь           |
| 7                           | Диндаренко Іван Михайлович         | 03.11.2010            | середня спеціальна | член Партії регіонів              | пенсіонер                                                  |
| 9                           | Шведун Світлана Йосипівна          | 03.11.2010            | середня спеціальна | член Партії регіонів              | Новопетрівська загальноосвітня школа, техпрацівник         |
| 10                          | Бірюк Лідія Степанівна             | 03.11.2010            | середня спеціальна | член Партії регіонів              | тимчасово не працює                                        |
| 11                          | Виноградова Тетяна Петрівна        | 03.11.2010            | середня спеціальна | член Партії регіонів              | магазинПП"Бричко С.Т", продавець                           |
| 13                          | Шейко Валентина Михайлівна         | 03.11.2010            | середня            | член Партії регіонів              | Новопетрівська школа-інтернат, головний бухгалтер          |
| 14                          | Котик Ірина Степанівна             | 03.11.2010            | вища               | член Партії регіонів              | Новопетрівська сільська рада, секретар                     |
| 15                          | Плужник Олег Григорович            | 03.11.2010            | вища               | член Партії регіонів              | ФГ «Владам», тракторист                                    |
| Самовисування               |                                    |                       |                    |                                   |                                                            |
| 2                           | Цибульський Володимир Тимофійовичи | 03.11.2010            | середня спеціальна | позапартійний                     | тимчасово не працює                                        |
| 3                           | Поляшенко Тетяна Йосипівна         | 10.01.2011            | середня спеціальна | позапартійна                      | тимчасово не працює                                        |
| 5                           | Коруняк Людмила Григорівна         | 03.11.2010            | середня спеціальна | позапартійна                      | УКІЗС, оглядач                                             |
| 6                           | Гришков Юрій Михайлович            | 03.11.2010            | середня            | позапартійний                     | КП «Новопетрівське», директор                              |
| 12                          | Шаповалов Микола Григорович        | 10.01.2011            | середня спеціальна | позапартійний                     | ТОВ «Агроділ», тракторист                                  |
| 16                          | Порумянцева Наталія В'ячеславівна  | 03.11.2010            | вища               | позапартійна                      | тимчасово не працює                                        |